# Kaldera

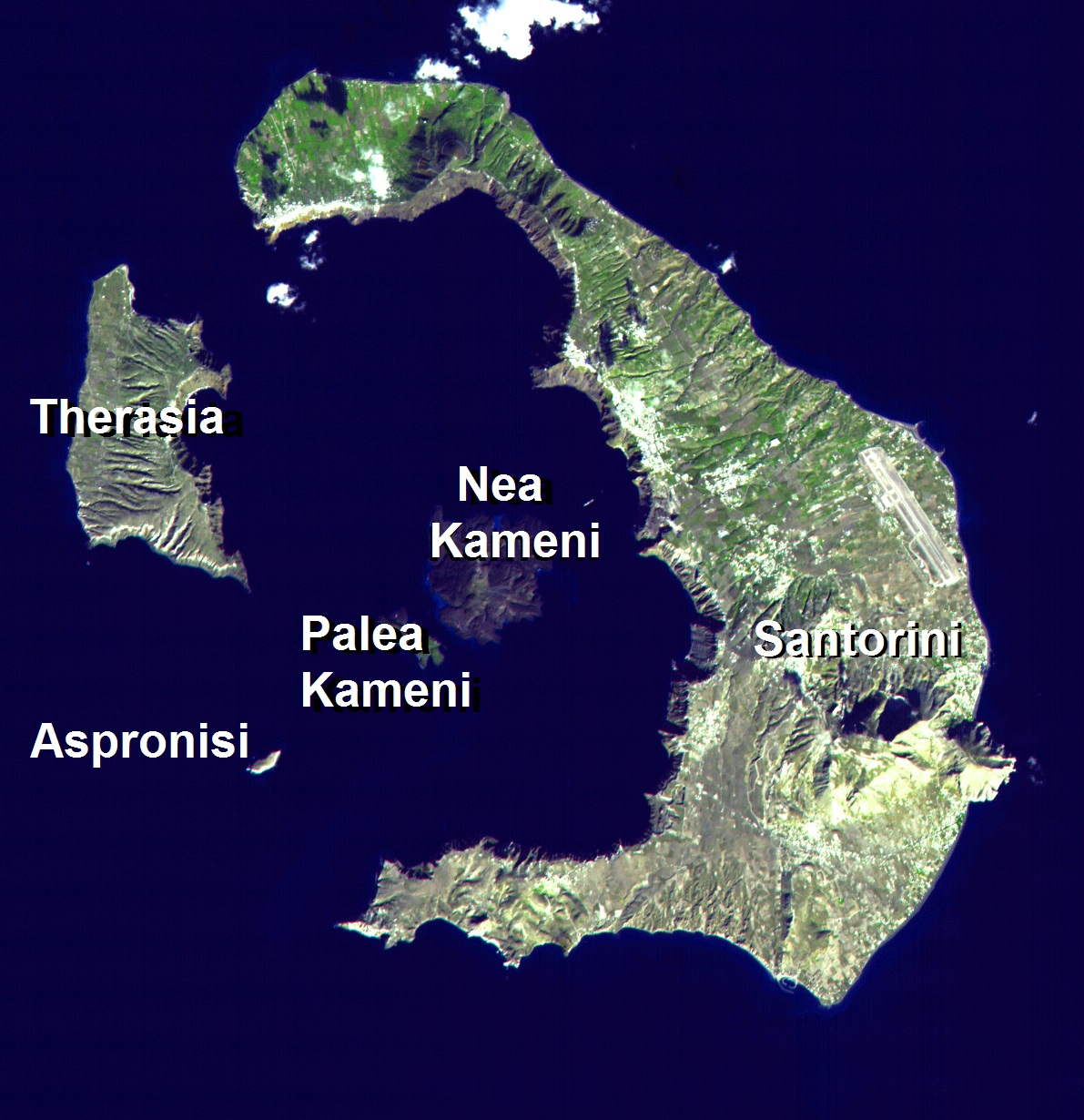
Szantorini műholdképe

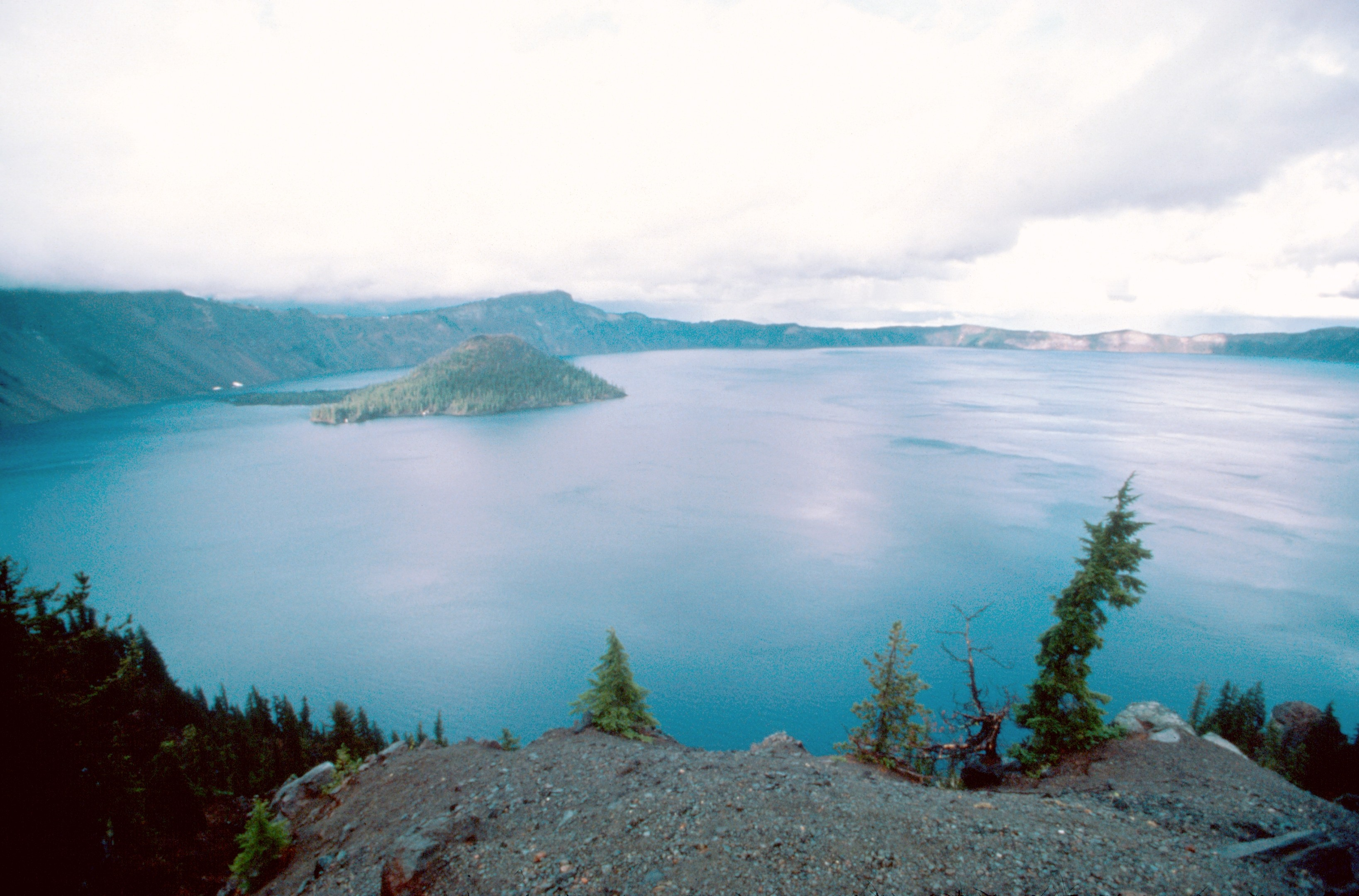
A Kráter-tó Oregonban

A kaldera vulkáni eredetű felszíni képződmény, a kráterhez hasonló süllyedék, amit a vulkán kirobbanása és önmagába roskadása hoz létre. Tévesen gyakorta egyfajta vulkáni kráternek tekintik. Neve az ’üst’, ’kazán’ jelentésű spanyol caldera szóból ered, amely az azonos jelentésű latin caldaria szóra vezethető vissza.

## Kialakulása
Amikor a magmakamrában annyi gáz halmozódik fel, hogy annak belső nyomása túllépi a litosztatikus nyomást, lerobbantja és több tucat kilométer távolságon szétszórja a fedőrétegek anyagát. Ezzel kiürül a magmakamra felső része, és a robbanástól amúgy is meggyengült fedőrétegek maradéka nem képes megtartani önnön súlyát. Ilyenkor a magmakamra fölötti (zömmel a régi vulkáni felépítményt felépítő) kőzetek koncentrikus, a magmakamra alakját nagyjából követő lefutású repedések sora mentén beroskadnak a kamrába. A teljes beomló terület több száz, vagy akár több ezer négyzetkilométeres is lehet. A beomló kőzetek a kirobbantott lyukon valósággal kipréselik a magmakamrában rekedt és immár többé-kevésbé gáztalanodott lávát, és a kaldera közepén új, a régi felépítménynél jóval kisebb központi csúcs alakul ki. A kaldera közepén kifejlődő új vulkán tipikus példája a Vezúv. Még a kisebb kaldera-képző kitörések is – mint a Krakatau 1883-as, vagy a Pinatubo 1991-es kitörése – is négyzetkilométerek százait tarolták le, és bár csak tizedfokokkal, de kimutathatóan évekre csökkentették a Föld felszíni hőmérsékletét.

## A kalderák kőzettani típusai
A robbanásos kitörések (tehát a kalderák is) a savanyú (sok szilícium-dioxidot tartalmazó), illetve intermedier magmákra jellemzők – egyrészt, mert ezekben eleve több lehet az oldott illó anyag, mint a bázikus magmákban, másrészt, mert olvadáspontjuk alacsonyabb, tehát kihűlés közben gáztartalmuk nagyobb részét veszítik el. Ezért a kalderákat többnyire (intermedier) andezitek, (savanyú) riolitok vagy ezek származékai töltik ki; utóbbiak közül a legérdekesebb az ártufa (ignimbrit), ami akkor keletkezik, amikor a felszínre lövellt törmelékanyagból kialakuló kitörési oszlop (szökőkút) összeomlik (mint a Vezúv pliniusi kitörésénél, i. sz. 79-ben).
Hatszáznegyvenezer évvel ezelőtt a Yellowstone-vulkán kitörésekor 1000 köbkilométer anyag robbant a levegőbe, és a por beterítette egész Észak-Amerikát (összehasonlításképpen: a Mount Saint Helens 1980-as, az emberi történelemben nagynak számító kitörése mindössze 1,2 köbkilométer anyagot hozott a felszínre.) A nagy kalderakitörés környezeti hatására jó példa az indonéziai Toba-tó helyén, 75 000 évvel ezelőtt történt kitörés. Ez a vulkán 2800 köbkilométer anyagot dobott a levegőbe; ez volt a negyedidőszak (az utóbbi 1,8 millió év) legnagyobb kitörése. Az 1990-es évek végén Stanley H. Ambrose régész azt állította, hogy a kitörés olyan vulkanikus telet okozott, amely néhány ezer főre csökkentette az akkor élt emberek számát (lásd Toba-katasztrófa elmélet). Ennél is nagyobb kitörés hozta létre 27,8 millió éve a coloradói San Juan-hegységben a La Garita-kalderát: ez egyetlen, óriási kitörésben köpte ki a Fish Kanyon Tufa 5000 köbkilométeres kőzettestét (a Yellowstone, a Toba és a La Garita is ignimrites kitörés volt).

## Nem minden robbanás alakít ki kalderát
A robbanásos kitörések többségében az illófölösleg a magmacsatornán és a kráteren (krátereken) fúj ki, pliniusi típusú kitörési felhőket hozva létre a magával ragadott magmából és a vulkáni kúp anyagának lerobbantott részéből. Az ilyen (Tambora, 1815, Mt. Pelée 1902, Katmai, 1912, Mount Saint Helens 1980, Montserrat, 1995) kitörések gyakran piroklaszt árakat hoznak létre.

## Nem vulkanikus kalderák
Kalderaszerű berogyások természetes vagy mesterséges üregek fölött is kialakulnak. Jellemzően ilyenek a felhagyott mélyművelésű bányák fölött a bánya lerablása (az ácsolat és az egyéb, használható anyagok kimentése) után kifejlődő süllyedékek.
Kalderának nevezik a bányászatban a több, lefelé egyre szűkülő bányaudvarból álló külfejtéseket is.

## Nevezetes kalderák

### A Földön
- Afrika

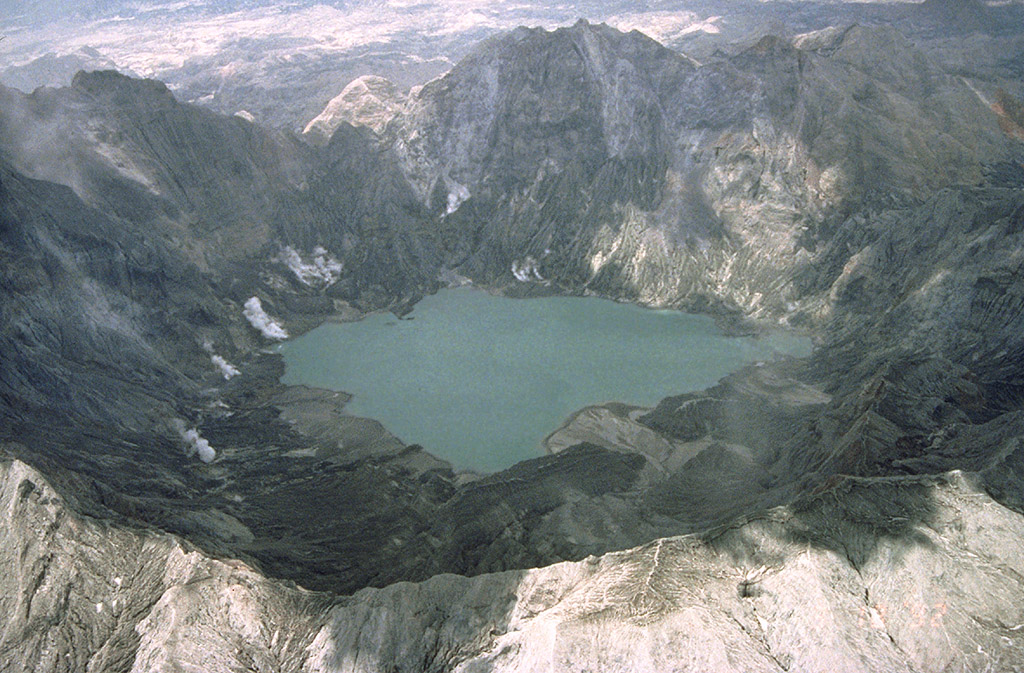
A Pinatubo

  - Ngorongoro kráter (Tanzánia, Afrika)
  - Chã das Caldeiras, Zöld-foki Köztársaság
  - Kanári-szigetek: lásd Európánál
- Ázsia
  - Aira Kaldera (Kagosima prefektúra, Japán)
  - Aszo (Kumamoto prefektúra, Japán)
  - Halla-hegy (Csedzsu-sziget, Dél-Korea)
  - Kikai Kaldera (Kagosima prefektúra, Japán)
  - Krakatau, Indonézia
  - Pinatubo hegy (Luzon, Fülöp-szigetek)
  - Taal vulkán (Luzon, Fülöp-szigetek)
  - Toba-tó (Szumátra, Indonézia)
  - Tambora hegy (Sumbawa, Indonézia)
  - Tao-Ruszir kaldera (Onyekotan, Oroszország)
  - Tovada (Aomori prefektúra, Japán)
  - Tazava (Akita prefektúra, Japán)

- Amerika
  - USA

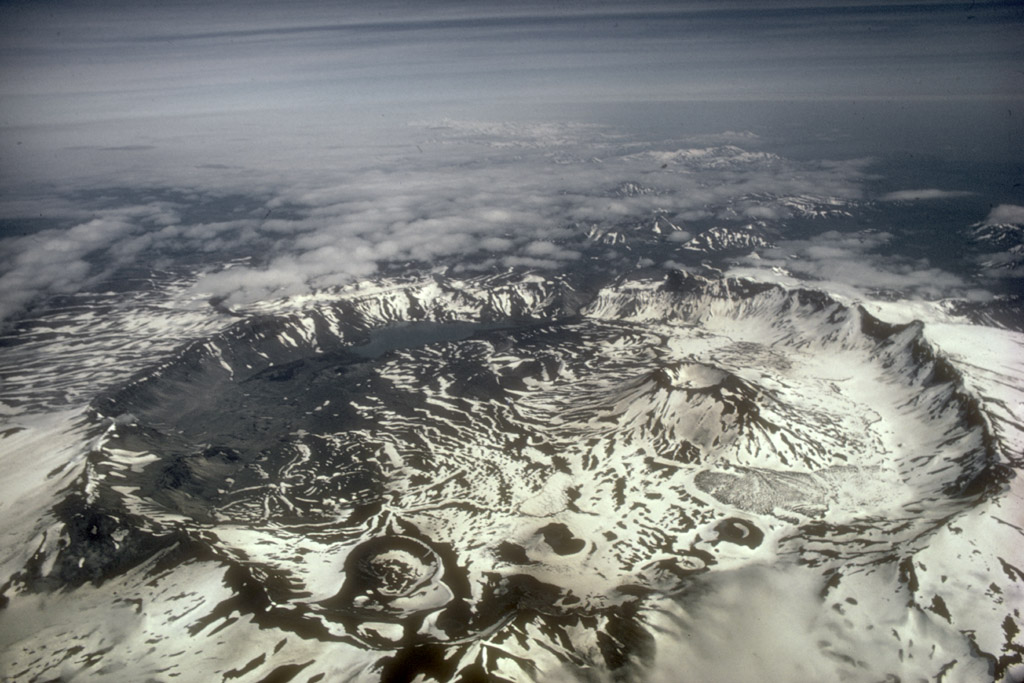
Az alaszkai Aniakchak

    - Battle Ground Lake Állami Park (Washington, Amerikai Egyesült Államok)
    - Aniakchak-hegy (Alaszka, Amerikai Egyesült Államok)
    - Kráter-tó a Mazama-hegyen (Kráter-tó Nemzeti Park, Oregon, Amerikai Egyesült Államok)
    - Kilauea (Hawaii, Amerikai Egyesült Államok)
    - Moku‘āweoweo Kaldera a Mauna Loán (Hawaii, Amerikai Egyesült Államok)
    - Katmai-hegy (Alaszka, Amerikai Egyesült Államok)
    - La Garita-kaldera (Colorado, Amerikai Egyesült Államok)
    - Long Valley (Kalifornia, Amerikai Egyesült Államok)
    - Newberry-kaldera (Oregon, Amerikai Egyesült Államok)
    - Okmok-hegy (Alaszka, Amerikai Egyesült Államok)
    - Valle Grande (Új-Mexikó, Amerikai Egyesült Államok)
    - Yellowstone Kaldera (Wyoming, Amerikai Egyesült Államok)

  - Kanada
    - Silverthrone-hegy (Brit Columbia, Kanada)
    - Edziza-hegy (Brit Columbia, Kanada)

  - Egyéb
    - Masaya, Nicaragua
    - Atitlan-tó, Guatemala

- Európa
  - Askja (Izland)
  - Campi Flegrei (Olaszország)
  - Braccianói-tó (Olaszország)
  - Laacher See (Németország)

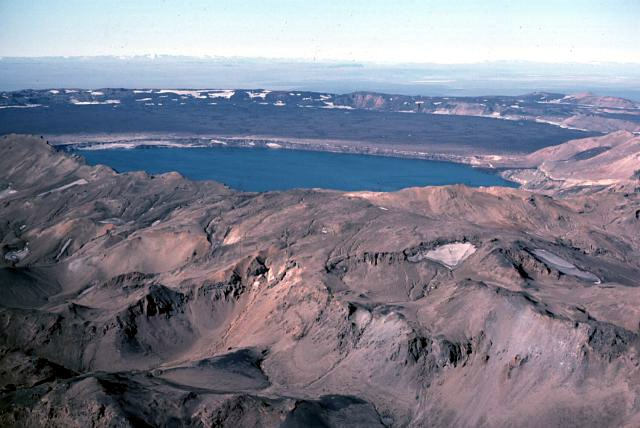
Az izlandi Askja

  - Caldera de Taburiente (Spanyolország)
  - Glencoe, Skócia
  - Szantorini (Görögország)
  - Teide (Spanyolország) (Kanári-szigetek)
- Óceánia
  - Taupói-tó (Új-Zéland)
  - Warning-hegy (Ausztrália)
  - Blue Lake (Dél-Ausztrália) (Mt Gambier)
- Antarktisz
  - Deception-sziget

### Más bolygókon
- Mars
  - Olympus Mons Kaldera
- Vénusz
  - Maat Mons Kaldera